# Juilley
Juilley  là một xã thuộc tỉnh Manche trong vùng Normandie tây bắc Xã này nằm ở khu vực có độ cao trung bình 78 mét trên mực nước biển.